# Treno omnibus
Il treno omnibus (dal termine latino omnĭbus) era un treno che effettuava servizio interno in una o più regioni contigue e, in certi casi, anche per lunghi percorsi, effettuando tutte le fermate.

## Caratteristiche
La categoria di treno omnibus fu istituita agli albori dell'istituzione del servizio ferroviario, intorno al 1873. La categoria indicava un treno, anche a lungo percorso, che effettuava un servizio di tipo composto, per viaggiatori, il più delle volte di sola 3ª classe, e per bagagli e collettame merci ove necessario e in ogni località; i treni omnibus infatti effettuavano tutte le fermate della linea percorsa. I convogli erano di conseguenza costituiti da carrozze, a terrazzini e a carrelli, bagagliai e carri merci.
Sulle linee ferroviarie meno trafficate erano spesso realizzati con vetture di tipo antiquato a cassa di legno e locomotiva a vapore ed effettuavano anche manovre di aggancio e sgancio di carri merci nelle stazioni.
I treni omnibus sopravvissero fino al secondo dopoguerra e agli anni cinquanta. Dopo tale periodo vennero esclusi dal servizio viaggiatori, prima sulle linee principali e poi anche su quelle secondarie e rimasero solo per il servizio merci.
Negli anni sessanta cambiarono il nome in "treni merci raccoglitori". Il termine rimase però in uso nei treni delle Ferrovie Nord Milano fino agli anni ottanta.